# Alianza Petrolera Fútbol Club
O Alianza Petrolera Fútbol Club, conhecido como Alianza Petrolera, foi um clube de futebol de Barrancabermeja, Colômbia, fundado em 24 de outubro de 1991.
O clube debutou profissionalmente na Categoría Primera B na temporada 1992. Em 2012, ganhou o acesso para jogar a partir da temporada 2013 na Categoría Primera A.
A equipe exercia suas partidas como mandante no estádio Daniel Villa Zapata, recentemente remodelado e ampliado sua capacidade para  10.400 espectadores.
Em 16 de Janeiro de 2024, a equipe foi extinta após a troca de sede pra Valledupar, Colômbia. Assim fundando o Alianza FC.